# Município de Newton (condado de Licking, Ohio)
O município de Newton (em inglês: Newton Township) é um município localizado no condado de Licking no estado estadounidense de Ohio. No ano de 2010 tinha uma população de 3.219 habitantes e uma densidade populacional de 52,95 pessoas por km².

## Geografia
O município de Newton encontra-se localizado nas coordenadas 40° 08′ 39″ N, 82° 25′ 11″ O. Segundo o Departamento do Censo dos Estados Unidos, o município tem uma superfície total de 60.79 km², da qual 60.09 km² correspondem a terra firme e (1.15%) 0.7 km² é água.

## Demografia
Segundo o censo de 2010, tinha 3.219 habitantes residindo no município de Newton. A densidade populacional era de 52,95 hab./km². Dos 3.219 habitantes, o município de Newton estava composto pelo 97.08% brancos, o 0.59% eram afroamericanos, o 0.22% eram amerindios, o 0.65% eram asiáticos, o 0.03% eram insulares do Pacífico, o 0.22% eram de outras raças e o 1.21% pertenciam a dois ou mais raças. Do total da população o 0.68% eram hispanos ou latinos de qualquer raça.